# Raquel Matos Cruz
Raquel Campos Costa de Matos Cruz (23 de novembro de 1972 (52 anos)) é uma jornalista, repórter, apresentadora e guionista portuguesa.

## Biografia
Filha do médico obstetra Matos Cruz. Licenciou-se em Jornalismo na Escola Superior de Jornalismo do Porto em 1997.
Iniciou a carreira como estagiária no O Primeiro de Janeiro. Mais tarde trabalhou na Associação Empresarial de Portugal, na ANJE e no Canal de Notícias de Lisboa, tendo entrado na TVI em 2000. Ali tem trabalhado como repórter.
A reportagem Jogos da Mente, assinada por Raquel, pelo repórter de imagem Júlio Barulho e pelo editor de imagem Vasco Crespo, venceu o Prémio de Jornalismo na área da Saúde Mental, promovido pela Fundação AstraZeneca em parceria com a Casa de Imprensa e a Associação ENCONTRAR+SE.
Em 2015 foi nomeada editora/coordenadora da secção de sociedade da TVI, que engloba cerca de 30 jornalistas.
Em 2018 estreou-se como guionista do musical A Surpreendente Fábrica do Chocolate, encenado no Mar Shopping.
Atualmente é Subdiretora de Conteúdos e Planeamento da TVI/CNN Portugal.

## Vida pessoal
Foi casada com o ator Marcantónio Del Carlo de 2003 até 2006.
É casada com o jornalista Hugo Capela desde 2009, com quem tem 3 filhos, Jacinta (nascida a 10 de março de 2010 (15 anos)), Xavier (nascido a 31 de outubro de 2013 (11 anos)) e Tomé (nascido em 2017).

## Programas
- Repórter TVI (2022 - presente)
- Doutor, Preciso de Ajuda (2007-2008)
- Novas Sete Maravilhas (2007)
- Discurso Directo
- Todos Por Todos, com Manuel Luís Goucha (2020)
- Covid-19 : Consultório (2020)
- Segunda Vaga (2020)
- Hoje é notícia (2021)